# Sérvia nos Jogos Olímpicos de Verão de 2024
Sérvia participou dos Jogos Olímpicos de Verão de 2024, realizados em Paris, na França. Foi a sexta aparição do país nos Jogos Olímpicos de Verão desde a estreia em Estocolmo 1912, sendo representado por 114 atletas que competiram em 15 esportes.
Conquistou cinco medalhas, três delas de ouro, com Novak Djokovic nas simples masculinas do tênis, com a dupla Zorana Arunović e Damir Mikec na pistola de ar 10 metros misto do tiro e com a seleção masculina de polo aquático; uma medalha de prata com Aleksandra Perišić na categoria até 67 kg feminino do taekwondo e uma medalha de bronze com a seleção masculina de basquetebol.

## Medalhas
| Atleta | Esporte       | Evento                               | Medalha |
| --- | ------------- | ------------------------------------ | ------- |
| Zorana Arunović Damir Mikec | Tiro          | Pistola de ar 10 m misto por equipes | Ouro    |
| Novak Djokovic | Tênis         | Simples masculino                    | Ouro    |
| - Radoslav Filipović Dušan Mandić Strahinja Rašović Sava Ranđelović Miloš Ćuk Nikola Dedović Radomir Drašović Nikola Jakšić Nemanja Ubović Nemanja Vico Petar Jakšić Viktor Rašović Vladimir Mišović | Polo aquático | Masculino                            | Ouro    |
| Aleksandra Perišić | Taekwondo     | Até 67 kg feminino                   | Prata   |
| - Uroš Plavšić Filip Petrušev Nikola Jović Bogdan Bogdanović Vanja Marinković Ognjen Dobrić Nikola Jokić Vasilije Micić Marko Gudurić Dejan Davidovac Aleksa Avramović Nikola Milutinov              | Basquetebol   | Masculino                            | Bronze  |

## Competidores
Esta foi a participação por modalidade nesta edição:
| Esporte       | Masculino | Feminino | Total |
| ------------- | --------- | -------- | ----- |
| Atletismo     | 2         | 4        | 6     |
| Basquetebol   | 16        | 12       | 28    |
| Boxe          | 1         | 2        | 3     |
| Canoagem      | 4         | 4        | 8     |
| Ciclismo      | 1         | 1        | 2     |
| Judô          | 3         | 3        | 6     |
| Lutas         | 5         | 0        | 5     |
| Natação       | 4         | 1        | 5     |
| Polo aquático | 13        | 0        | 13    |
| Remo          | 2         | 1        | 3     |
| Taekwondo     | 2         | 1        | 3     |
| Tênis         | 2         | 0        | 2     |
| Tênis de mesa | 0         | 1        | 1     |
| Tiro          | 2         | 1        | 3     |
| Voleibol      | 13        | 13       | 26    |
| Total         | 70        | 44       | 114   |